# Tuberozygocera albostictica
Tuberozygocera albostictica är en skalbaggsart som beskrevs av Stefan von Breuning 1974. Tuberozygocera albostictica ingår i släktet Tuberozygocera och familjen långhorningar. Inga underarter finns listade i Catalogue of Life.